# Campeonato Mundial de Snooker
El Campeonato Mundial de Snooker es un torneo profesional de snooker, el más importante en términos de puntos en el ranking y de premios. El primer campeonato fue celebrado en 1927 y desde 1977 se ha celebrado en el Crucible Theatre, en Sheffield, Inglaterra. En la era moderna (desde 1969), el récord de victorias lo comparten Stephen Hendry y Ronnie O'Sullivan, que han ganado el título en siete ocasiones cada uno, mientras que Steve Davis y Ray Reardon lo han ganado seis veces.
El belga Luca Brecel consiguió ganar en la edición de 2023 su primer título al imponerse al cuádruple campeón mundial Mark Selby en la final por 18-15, convirtiéndose en el primer jugador de Europa continental en lograr la victoria.

## Palmarés
| Formato                            | Organizador |
| ---------------------------------- | ----------- |
| Torneo del K.O.                    | BACC        |
| Campeón llega directo a la final † | BACC        |
| Campeonato Profesional Matchplay ◊ | PBPA        |
| Challenge matches ‡                | BACC        |
| Torneo del K.O. (era moderna)      | WPBSA       |

| Año     | Ganador                                          | Finalista                                        | Marcador                                         | Temporada                                        | Lugar                                            |
| ------- | ------------------------------------------------ | ------------------------------------------------ | ------------------------------------------------ | ------------------------------------------------ | ------------------------------------------------ |
| 1927    | Joe Davis                                        | Tom Dennis                                       | 20–11                                            | n/a                                              | Camkins Hall, Birmingham                         |
| 1928 †  | Joe Davis                                        | Fred Lawrence                                    | 16–13                                            | n/a                                              | Camkins Hall, Birmingham                         |
| 1929    | Joe Davis                                        | Tom Dennis                                       | 19–14                                            | n/a                                              | Camkins Hall, Nottingham                         |
| 1930    | Joe Davis                                        | Tom Dennis                                       | 25–12                                            | n/a                                              | Thurston’s Hall, Londres                         |
| 1931 †  | Joe Davis                                        | Tom Dennis                                       | 25–21                                            | n/a                                              | Lounge Billiard Hall, Nottingham                 |
| 1932 †  | Joe Davis                                        | Clark McConachy                                  | 30–19                                            | n/a                                              | Thurston’s Hall, Londres                         |
| 1933    | Joe Davis                                        | Willie Smith                                     | 25–18                                            | n/a                                              | Billiards Centre, Chesterfield                   |
| 1934 †  | Joe Davis                                        | Tom Newman                                       | 25–23                                            | n/a                                              | Lounge Billiard Hall, Nottingham                 |
| 1935    | Joe Davis                                        | Willie Smith                                     | 25–20                                            | n/a                                              | Thurston’s Hall, Londres                         |
| 1936    | Joe Davis                                        | Horace Lindrum                                   | 34–27                                            | n/a                                              | Thurston’s Hall, Londres                         |
| 1937    | Joe Davis                                        | Horace Lindrum                                   | 32–29                                            | n/a                                              | Thurston’s Hall, Londres                         |
| 1938    | Joe Davis                                        | Sidney Smith                                     | 37–24                                            | n/a                                              | Thurston’s Hall, Londres                         |
| 1939    | Joe Davis                                        | Sidney Smith                                     | 43–30                                            | n/a                                              | Thurston’s Hall, Londres                         |
| 1940    | Joe Davis                                        | Fred Davis                                       | 37–36                                            | n/a                                              | Thurston’s Hall, Londres                         |
| 1941-45 | No disputado debido a la Segunda Guerra Mundial. | No disputado debido a la Segunda Guerra Mundial. | No disputado debido a la Segunda Guerra Mundial. | No disputado debido a la Segunda Guerra Mundial. | No disputado debido a la Segunda Guerra Mundial. |
| 1946    | Joe Davis                                        | Horace Lindrum                                   | 78–67                                            | n/a                                              | Horticultural Hall, Londres                      |
| 1947    | Walter Donaldson                                 | Fred Davis                                       | 82–63                                            | n/a                                              | Leicester Square Hall, Londres                   |
| 1948    | Fred Davis                                       | Walter Donaldson                                 | 84–61                                            | n/a                                              | Leicester Square Hall, Londres                   |
| 1949    | Fred Davis                                       | Walter Donaldson                                 | 80–65                                            | n/a                                              | Leicester Square Hall, Londres                   |
| 1950    | Walter Donaldson                                 | Fred Davis                                       | 51–46                                            | n/a                                              | Tower Circus, Blackpool                          |
| 1951    | Fred Davis                                       | Walter Donaldson                                 | 58–39                                            | n/a                                              | Tower Circus, Blackpool                          |
| 1952    | Horace Lindrum                                   | Clark McConachy                                  | 94–49                                            | n/a                                              | Houldsworth Hall, Mánchester                     |
| 1952 ◊  | Fred Davis                                       | Walter Donaldson                                 | 38–35                                            | n/a                                              | Tower Circus, Blackpool                          |
| 1953 ◊  | Fred Davis                                       | Walter Donaldson                                 | 37–34                                            | n/a                                              | Leicester Square Hall, Londres                   |
| 1954 ◊  | Fred Davis                                       | Walter Donaldson                                 | 39–21                                            | n/a                                              | Houldsworth Hall, Mánchester                     |
| 1955 ◊  | Fred Davis                                       | John Pulman                                      | 37–34                                            | n/a                                              | Tower Circus, Blackpool                          |
| 1956 ◊  | Fred Davis                                       | John Pulman                                      | 38–35                                            | n/a                                              | Tower Circus, Blackpool                          |
| 1957 ◊  | John Pulman                                      | Jackie Rea                                       | 39–34                                            | n/a                                              | Jersey                                           |
| 1958-63 | No disputado debido a falta de interés.          | No disputado debido a falta de interés.          | No disputado debido a falta de interés.          | No disputado debido a falta de interés.          | No disputado debido a falta de interés.          |
| 1964 ‡  | John Pulman                                      | Fred Davis                                       | 19–16                                            | n/a                                              | Burroughes Hall, Londres                         |
| 1964 ‡  | John Pulman                                      | Rex Williams                                     | 40–33                                            | n/a                                              | Burroughes Hall, Londres                         |
| 1965 ‡  | John Pulman                                      | Fred Davis                                       | 37–36                                            | n/a                                              | Burroughes Hall, Londres                         |
| 1965 ‡  | John Pulman                                      | Rex Williams                                     | 25–22                                            | n/a                                              | Sudáfrica                                        |
| 1965 ‡  | John Pulman                                      | Fred Van Rensburg                                | 39–12                                            | n/a                                              | Sudáfrica                                        |
| 1966 ‡  | John Pulman                                      | Fred Davis                                       | 5–2                                              | n/a                                              | St George's Hall, Liverpool                      |
| 1968 ‡  | John Pulman                                      | Eddie Charlton                                   | 39–34                                            | n/a                                              | Co-operative Hall, Bolton                        |
| 1969    | John Spencer                                     | Gary Owen                                        | 37–24                                            | n/a                                              | Victoria Hall, Londres                           |
| 1970    | Ray Reardon                                      | John Pulman                                      | 37–33                                            | n/a                                              | Victoria Hall, Londres                           |
| 1971    | John Spencer                                     | Warren Simpson                                   | 37–29                                            | n/a                                              | Sídney, Australia                                |
| 1972    | Alex Higgins                                     | John Spencer                                     | 37–32                                            | n/a                                              | Selly Park British Legion, Birmingham            |
| 1973    | Ray Reardon                                      | Eddie Charlton                                   | 38–32                                            | n/a                                              | City Exhibition Hall, Mánchester                 |
| 1974    | Ray Reardon                                      | Graham Miles                                     | 22–12                                            | 1973/74                                          | Belle Vue, Mánchester                            |
| 1975    | Ray Reardon                                      | Eddie Charlton                                   | 31–30                                            | 1974/75                                          | Melbourne, Australia                             |
| 1976    | Ray Reardon                                      | Alex Higgins                                     | 27–16                                            | 1975/76                                          | Wythenshawe Forum, Mánchester                    |
| 1977    | John Spencer                                     | Cliff Thorburn                                   | 25–21                                            | 1976/77                                          | Crucible Theatre, Sheffield                      |
| 1978    | Ray Reardon                                      | Perrie Mans                                      | 25–18                                            | 1977/78                                          | Crucible Theatre, Sheffield                      |
| 1979    | Terry Griffiths                                  | Dennis Taylor                                    | 24–16                                            | 1978/79                                          | Crucible Theatre, Sheffield                      |
| 1980    | Cliff Thorburn                                   | Alex Higgins                                     | 18–16                                            | 1979/80                                          | Crucible Theatre, Sheffield                      |
| 1981    | Steve Davis                                      | Doug Mountjoy                                    | 18–12                                            | 1980/81                                          | Crucible Theatre, Sheffield                      |
| 1982    | Alex Higgins                                     | Ray Reardon                                      | 18–15                                            | 1981/82                                          | Crucible Theatre, Sheffield                      |
| 1983    | Steve Davis                                      | Cliff Thorburn                                   | 18–6                                             | 1982/83                                          | Crucible Theatre, Sheffield                      |
| 1984    | Steve Davis                                      | Jimmy White                                      | 18–16                                            | 1983/84                                          | Crucible Theatre, Sheffield                      |
| 1985    | Dennis Taylor                                    | Steve Davis                                      | 18–17                                            | 1984/85                                          | Crucible Theatre, Sheffield                      |
| 1986    | Joe Johnson                                      | Steve Davis                                      | 18–12                                            | 1985/86                                          | Crucible Theatre, Sheffield                      |
| 1987    | Steve Davis                                      | Joe Johnson                                      | 18–14                                            | 1986/87                                          | Crucible Theatre, Sheffield                      |
| 1988    | Steve Davis                                      | Terry Griffiths                                  | 18–11                                            | 1987/88                                          | Crucible Theatre, Sheffield                      |
| 1989    | Steve Davis                                      | John Parrott                                     | 18–3                                             | 1988/89                                          | Crucible Theatre, Sheffield                      |
| 1990    | Stephen Hendry                                   | Jimmy White                                      | 18–12                                            | 1989/90                                          | Crucible Theatre, Sheffield                      |
| 1991    | John Parrott                                     | Jimmy White                                      | 18–11                                            | 1990/91                                          | Crucible Theatre, Sheffield                      |
| 1992    | Stephen Hendry                                   | Jimmy White                                      | 18–14                                            | 1991/92                                          | Crucible Theatre, Sheffield                      |
| 1993    | Stephen Hendry                                   | Jimmy White                                      | 18–5                                             | 1992/93                                          | Crucible Theatre, Sheffield                      |
| 1994    | Stephen Hendry                                   | Jimmy White                                      | 18–17                                            | 1993/94                                          | Crucible Theatre, Sheffield                      |
| 1995    | Stephen Hendry                                   | Nigel Bond                                       | 18–9                                             | 1994/95                                          | Crucible Theatre, Sheffield                      |
| 1996    | Stephen Hendry                                   | Peter Ebdon                                      | 18–12                                            | 1995/96                                          | Crucible Theatre, Sheffield                      |
| 1997    | Ken Doherty                                      | Stephen Hendry                                   | 18–12                                            | 1996/97                                          | Crucible Theatre, Sheffield                      |
| 1998    | John Higgins                                     | Ken Doherty                                      | 18–12                                            | 1997/98                                          | Crucible Theatre, Sheffield                      |
| 1999    | Stephen Hendry                                   | Mark Williams                                    | 18–11                                            | 1998/99                                          | Crucible Theatre, Sheffield                      |
| 2000    | Mark Williams                                    | Matthew Stevens                                  | 18–16                                            | 1999/00                                          | Crucible Theatre, Sheffield                      |
| 2001    | Ronnie O'Sullivan                                | John Higgins                                     | 18–14                                            | 2000/01                                          | Crucible Theatre, Sheffield                      |
| 2002    | Peter Ebdon                                      | Stephen Hendry                                   | 18–17                                            | 2001/02                                          | Crucible Theatre, Sheffield                      |
| 2003    | Mark Williams                                    | Ken Doherty                                      | 18–16                                            | 2002/03                                          | Crucible Theatre, Sheffield                      |
| 2004    | Ronnie O'Sullivan                                | Graeme Dott                                      | 18–8                                             | 2003/04                                          | Crucible Theatre, Sheffield                      |
| 2005    | Shaun Murphy                                     | Matthew Stevens                                  | 18–16                                            | 2004/05                                          | Crucible Theatre, Sheffield                      |
| 2006    | Graeme Dott                                      | Peter Ebdon                                      | 18–14                                            | 2005/06                                          | Crucible Theatre, Sheffield                      |
| 2007    | John Higgins                                     | Mark Selby                                       | 18–13                                            | 2006/07                                          | Crucible Theatre, Sheffield                      |
| 2008    | Ronnie O'Sullivan                                | Ali Carter                                       | 18–8                                             | 2007/08                                          | Crucible Theatre, Sheffield                      |
| 2009    | John Higgins                                     | Shaun Murphy                                     | 18–9                                             | 2008/09                                          | Crucible Theatre, Sheffield                      |
| 2010    | Neil Robertson                                   | Graeme Dott                                      | 18–13                                            | 2009/10                                          | Crucible Theatre, Sheffield                      |
| 2011    | John Higgins                                     | Judd Trump                                       | 18–15                                            | 2010/11                                          | Crucible Theatre, Sheffield                      |
| 2012    | Ronnie O'Sullivan                                | Ali Carter                                       | 18–11                                            | 2011/12                                          | Crucible Theatre, Sheffield                      |
| 2013    | Ronnie O'Sullivan                                | Barry Hawkins                                    | 18–12                                            | 2012/13                                          | Crucible Theatre, Sheffield                      |
| 2014    | Mark Selby                                       | Ronnie O'Sullivan                                | 18–14                                            | 2013/14                                          | Crucible Theatre, Sheffield                      |
| 2015    | Stuart Bingham                                   | Shaun Murphy                                     | 18–15                                            | 2014/15                                          | Crucible Theatre, Sheffield                      |
| 2016    | Mark Selby                                       | Ding Junhui                                      | 18–14                                            | 2015/16                                          | Crucible Theatre, Sheffield                      |
| 2017    | Mark Selby                                       | John Higgins                                     | 18–15                                            | 2016/17                                          | Crucible Theatre, Sheffield                      |
| 2018    | Mark Williams                                    | John Higgins                                     | 18–16                                            | 2017/18                                          | Crucible Theatre, Sheffield                      |
| 2019    | Judd Trump                                       | John Higgins                                     | 18–9                                             | 2018/19                                          | Crucible Theatre, Sheffield                      |
| 2020    | Ronnie O'Sullivan                                | Kyren Wilson                                     | 18–8                                             | 2019/20                                          | Crucible Theatre, Sheffield                      |
| 2021    | Mark Selby                                       | Shaun Murphy                                     | 18–15                                            | 2020/21                                          | Crucible Theatre, Sheffield                      |
| 2022    | Ronnie O'Sullivan                                | Judd Trump                                       | 18–13                                            | 2021/22                                          | Crucible Theatre, Sheffield                      |
| 2023    | Luca Brecel                                      | Mark Selby                                       | 18–15                                            | 2022/23                                          | Crucible Theatre, Sheffield                      |
| 2024    | Kyren Wilson                                     | Jak Jones                                        | 18–14                                            | 2023/24                                          | Crucible Theatre, Sheffield                      |
| 2025    | Zhao Xintong                                     | Mark Williams                                    | 18–12                                            | 2024/25                                          | Crucible Theatre, Sheffield                      |

En la siguiente lista aparecen los jugadores que han ganado al menos una vez este torneo:
| Nombre            | Años con victorias                                                                       | Total |
| ----------------- | ---------------------------------------------------------------------------------------- | ----- |
| Joe Davis         | 1927, 1928, 1929, 1930, 1931, 1932, 1933, 1934, 1935, 1936, 1937, 1938, 1939, 1940, 1946 | 15    |
| Fred Davis        | 1948, 1949, 1951, 1952, 1953, 1954, 1955, 1956                                           | 8     |
| John Pulman       | 1957, 1964, 1964, 1965, 1965, 1965, 1966, 1968                                           | 8     |
| Stephen Hendry    | 1990, 1992, 1993, 1994, 1995, 1996, 1999                                                 | 7     |
| Ronnie O'Sullivan | 2001, 2004, 2008, 2012, 2013, 2020, 2022                                                 | 7     |
| Steve Davis       | 1981, 1983, 1984, 1987, 1988, 1989                                                       | 6     |
| Ray Reardon       | 1970, 1973, 1974, 1975, 1976, 1978                                                       | 6     |
| John Higgins      | 1998, 2007, 2009, 2011                                                                   | 4     |
| Mark Selby        | 2014, 2016, 2017, 2021                                                                   | 4     |
| Mark Williams     | 2000, 2003, 2018                                                                         | 3     |
| John Spencer      | 1969, 1971, 1977                                                                         | 3     |
| Alex Higgins      | 1972, 1982                                                                               | 2     |
| Walter Donaldson  | 1947, 1950                                                                               | 2     |
| Horace Lindrum    | 1952                                                                                     | 1     |
| Terry Griffiths   | 1979                                                                                     | 1     |
| Cliff Thorburn    | 1980                                                                                     | 1     |
| Dennis Taylor     | 1985                                                                                     | 1     |
| Joe Johnson       | 1986                                                                                     | 1     |
| John Parrott      | 1991                                                                                     | 1     |
| Ken Doherty       | 1997                                                                                     | 1     |
| Peter Ebdon       | 2002                                                                                     | 1     |
| Shaun Murphy      | 2005                                                                                     | 1     |
| Graeme Dott       | 2006                                                                                     | 1     |
| Neil Robertson    | 2010                                                                                     | 1     |
| Stuart Bingham    | 2015                                                                                     | 1     |
| Judd Trump        | 2019                                                                                     | 1     |
| Luca Brecel       | 2023                                                                                     | 1     |
| Kyren Wilson      | 2024                                                                                     | 1     |
| Zhao Xintong      | 2025                                                                                     | 1     |